# Baracktrema obamai
Baracktrema obamai — вид паразитичних плоских червів родини Schistosomatidae. Є єдиним представником роду Baracktrema. Названий на честь 44-го президента США Барака Обами.
Вид описаний у 2016 році від Азійських прісноводних черепах (Geoemydidae), Siebenrockiella crassicollis (типовий хазяїн) і Cuora amboinensis, у яких паразитує в легенях. Типовою територією виду є Малайський штат Перак, крім того, відзначені у штатах Перліс і Селангор.
Тіло циліндричне, ниткоподібне, надзвичайно подовжене (приблизно у 30—50 разів більше у довжину, ніж в ширину), із заднім кінцем звужується більш різко. Стравохід короткий (приблизно 5 % довжини тіла), складчастий орган і середня стравохідна сумка відсутні.